# Apanteles barcinonensis
Apanteles barcinonensis är en stekelart som beskrevs av Marshall 1898. Apanteles barcinonensis ingår i släktet Apanteles och familjen bracksteklar. Inga underarter finns listade i Catalogue of Life.